# Sredozemlje
Sredozémlje ali Mediterán (etimološko sredi zemlje) je velika regija okrog Sredozemskega morja in tudi skupno ime za dežele okrog njega. Zanj je značilno sredozemsko podnebje z vlažnimi zimami in vročimi, suhimi poletji. Sredozemlje ima tudi značilno rastje (npr. makija) in značilne kulturne rastline (npr. oljka, vinska trta, citrusi in hrast plutovec).
K Sredozemlju prištevamo dele naslednjih velikih regij: Južne Evrope (z Iberskim, Apeninskim in Balkanskim polotokom), Severne Afrike in Bližnjega vzhoda oz. Jugozahodne Azije z Malo Azijo.

## Zgodovina
Glavni članek: Zgodovina Sredozemlja
V antiki so se v Sredozemlju med drugim razvile naslednje civilizacije:
- Egipčani
- Hetiti
- Grki
- Feničani
- Etruščani
- Rimljani
- Kartažani

## Države ob Sredozemskem morju
V Evropi, od zahoda proti vzhodu: Španija, Francija, Monako, Italija, Malta, Slovenija, Hrvaška, Bosna in Hercegovina, Črna gora, Albanija in Grčija.
V Aziji, od severa proti jugu: Turčija, Ciper, Sirija, Libanon, Izrael in Palestina.
V Afriki, od vzhoda proti zahodu: Egipt, Libija, Tunizija, Alžirija in Maroko.